# ساتورو ماروکا
ساتورو ماروکا (ژاپنی: 丸岡 悟؛ زادهٔ ۶ دسامبر ۱۹۹۷) یک بازیکن فوتبال اهل ژاپن است.
از باشگاه‌هایی که در آن بازی کرده‌است می‌توان به باشگاه فوتبال ونریر هاچینوهه اشاره کرد.